# Dimos Konitsa
Dimos Konitsa (Konitsa) är en kommun i Grekland.   Den ligger i prefekturen Nomós Ioannínon och regionen Epirus, i den nordvästra delen av landet, 300 km nordväst om huvudstaden Aten. Antalet invånare är 7 648.